# 트렐로니구

트렐로니구의 위치

트렐로니구(영어: Trelawny Parish)는 자메이카 북서부에 위치한 구로 콘월주에 속한다. 행정 중심지는 팰머스이며 면적은 874km2, 인구는 74,000명(2001년 기준)이다. 구 이름은 1767년부터 1772년까지 영국령 자메이카 총독을 역임했던 제6대 준남작 윌리엄 트렐로니에서 유래된 이름이다.
동쪽으로는 세인트앤구, 서쪽으로는 세인트제임스구, 남쪽으로는 세인트엘리자베스구, 맨체스터구와 접한다. 자메이카 출신의 세계적인 육상 선수인 우사인 볼트, 베로니카 캠벨 브라운의 출생지이기도 하다.